# Вершина (Сумський район)
Верши́на —   село в Україні, у Лебединській міській громаді Сумського району Сумської області. Населення становить 32 осіб. До 2020 орган місцевого самоврядування — Калюжненська сільська рада.

## Географія
Село Вершина знаходиться неподалік від витоків річки Ташань. За 0,5 км розташовані села Тригуби і Ляшки, за 2 км — село Калюжне.

## Історія
12 червня 2020 року, відповідно до Розпорядження Кабінету Міністрів України № 723-р «Про визначення адміністративних центрів та затвердження територій територіальних громад Сумської області», увійшло до складу Лебединської міської територіальної громади.
19 липня 2020 року, після ліквідації Лебединського району, село увійшло до Сумського району.